# Flirtation Walk
Flirtation Walk, conocida en los países de habla hispana como La generalita, es una película de drama - musical estadounidense de 1934 dirigida por Frank Borzage y protagonizada por Dick Powell, Ruby Keeler y Pat O'Brien.
El título de la película se refiere a un camino cerca de Trophy Point llamado " Flirtation Walk ", donde los cadetes a menudo toman citas de baile por un tiempo a solas.

## Sinopsis
Richard es un soldado raso que conoce a Kathleen en Hawái. Entre ellos surge el amor pero ella está prometida con el General, así que, para evitar un escándalo, rompen la relación. Años más tarde volverán a encontrarse.

## Reparto
- Dick Powell - Richard
- Ruby Keeler - Kit Fitts
- Pat O'Brien - Scrapper Thornhill
- Ross Alexander - Oskie
- John Arledge - Spike
- John Eldredge - Teniente Biddle
- Henry O'Neill - General Fitts
- Guinn Williams - Sleepy
- Frederick Burton - General Landacre
- John Darrow - Chase

## Canciones
Música y letra a cargo de Allie Wrubel y Mort Dixon
- "Flirtation Walk"
- "I See Two Lovers"
- "Mr. and Mrs. Is the Name"
- "When Do We Eat?"
- "Smoking in the Dark"
- "No Horse, No Wife, No Mustache"

## Taquilla
La película tuvo un presupuesto de $479,000 USD, y después de su estreno logró recaudar $1,533,000.

## Premios y nominaciones
En la entrega de los Óscar, fue candidata a dos nominaciones; Mejor Película y Mejor Sonido.